# Střítež nad Ludinou
Střítež nad Ludinou é uma comuna checa localizada na região de Olomouc, distrito de Přerov.